# Zigano
Zigano (bra: Paixão de Zíngaro) é um filme mudo franco-alemão de 1925, do gênero policial, dirigido por Gérard Bourgeois e Harry Piel, e com atuações de Piel, Denise Legeay e Dary Holm.